# Prótáthlima Elládas Chókei epí págoy andrón
Prótáthlima Elládas Chókei epí págoy andrón (řecky: Ελληνικό Πρωτάθλημα Χόκεϊ επί Πάγου, česky: Řecké mistrovství mužů v ledním hokeji) je jedinou profesionální hokejovou ligou v Řecku, a pořádá ho Řecká federace zimních sportů (E.O.X.A). Šampionát začal v sezóně 1988-89, a od té doby se koná nepravidelně.

## Účastníci
(Soutěže se účastní kluby ze tří měst – Athény, Soluň a Chalkis.)
- Iptameni Pagodromoi Atény
- Albatros HC Atény
- PAOK Soluň
- ( MadKows HC) Lefka Gerakia Atény
- Avantes HC Atény ( PAS Avantes Chalkis)
- HC Tarandos Moschato ( Atény)

- Ermis HC Atény

- Aris Soluň
- Iraklis Soluň
- Soluň Huskies
- Ice Guardians Soluň
- EORS Warriors ( Machetes) Atény

## Seznam vítězů
| Sezóna      | Mistr                                    |
| ----------- | ---------------------------------------- |
| 1988/1989   | Aris Soluň                               |
| 1989/1990   | Aris Soluň                               |
| 1990/1991   | Aris Soluň                               |
| 1991/1992   | Iptameni Pagodromoi Athény               |
| 1992/1993   | Iptameni Pagodromoi Athény               |
| 1995 - 1999 | šampionát se nekonal                     |
| 1999/2000   | Iptameni Pagodromoi Athény               |
| 2001 - 2007 | šampionát se nekonal                     |
| 2007/2008   | Iptameni Pagodromoi Athény               |
| 2009        | Iptameni Pagodromoi Athény               |
| 2010        | Iptameni Pagodromoi Athény               |
| 2011        | Aris Soluň                               |
| 2012        | šampionát se z finančních důvodů nekonal |
| 2013        | Iptameni Pagodromoi Athény               |
| 2014 - 2016 | šampionát se nekonal                     |
| 2017        | HC Tarandos Moschato - Atény             |
| 2018        | Iptameni Atény                           |
| 2019        | Iptameni Atény                           |